# Ḹ
La ele con macrón y un punto suscrito (Mayúscula: Ḹ minúscula: ḹ), es un grafema utilizado en las romanizaciones IAST del sánscrito. Es la letra L diacrítica con un macrón y un punto suscrito.

## Uso
La letra 'ḹ' representa una 'ḷ' larga. Se incluye en la romanización para mantener la simetría entre vocales cortas y largas, sin ser un fonema.

## Codificación
La ele con macrón y un punto suscrito se puede representar con los siguientes caracteres Unicode:
| Carácter      | Ḹ                                                | Ḹ                                                | ḹ                                              | ḹ                                              |
| ------------- | ------------------------------------------------ | ------------------------------------------------ | ---------------------------------------------- | ---------------------------------------------- |
| Unicode       | LATIN CAPITAL LETTER L WITH DOT BELOW AND MACRON | LATIN CAPITAL LETTER L WITH DOT BELOW AND MACRON | LATIN SMALL LETTER L WITH DOT BELOW AND MACRON | LATIN SMALL LETTER L WITH DOT BELOW AND MACRON |
| Codificación  | decimal                                          | hex                                              | decimal                                        | hex                                            |
| Unicode       | 7736                                             | U+1E38                                           | 7737                                           | U+1E39                                         |
| UTF-8         | 225 184 184                                      | E1 B8 B8                                         | 225 184 185                                    | E1 B8 B9                                       |
| Ref. numérica | &#7736;                                          | &#x1E38;                                         | &#7737;                                        | &#x1E39;                                       |